# Ingrid Arehn
Ingrid Arehn (20 de diciembre de 1921-23 de febrero de 1991) fue una actriz teatral y cinematográfica de nacionalidad sueca. 

## Biografía
Nació en Estocolmo, Suecia, como Ingrid Chatarina Arehn. Su padre fue el actor Nils Arehn.
A lo largo de su carrera, Ingrid Arehn trabajó, entre otros espectáculos en las revistas Taggen de Staffan Tjerneld en 1943. Además, participó en cursos teatrales de la asociación ABF en Nykvarn, y trabajó para la compañía de seguros Fylgia.
Entre 1944 y 1953 estuvo casada con el artista danés Palle Hagmann (1916–1974). Su hijo, el director Mats Arehn (nacido en 1946), escribió sobre sus padres en el libro Vita lögner. Después, entre 1956 y 1960, estuvo casada el también artista Kåge Liefwendal (1907–1982).
Ingrid Arehn falleció en Lidingö, Estocolmo, en el año 1991. Fue enterrada en el Cementerio Skogskyrkogården de esa ciudad.

## Filmografía
- 1925 : Kalle Utter
- 1944 : På farliga vägar
- 1945 : Maria på Kvarngården
- 1947 : Tåg norrut
- 1947 : Supé för två

## Teatro
- 1942 : Lille Napoleon, de Paul Sarauw, dirección de Max Hansen, Vasateatern[5]
- 1942 : I vår Herres hage, de Josef Čapek y Karel Capek, dirección de Gösta Folke, Vasateatern[6]